# San Lorenzo Ruiz
San Lorenzo Ruiz is een gemeente in de Filipijnse provincie Camarines Norte op het eiland Luzon. Bij de laatste census in 2007 had de gemeente ruim 12 duizend inwoners.

## Geografie

### Bestuurlijke indeling
San Lorenzo Ruiz is onderverdeeld in de volgende 12 barangays:
| - Daculang Bolo - Dagotdotan - Langga - Laniton - Maisog - Mampurog | - Manlimonsito - Matacong - Salvacion - San Antonio - San Isidro - San Ramon |

## Demografie
San Lorenzo Ruiz had bij de census van 2007 een inwoneraantal van 12.299 mensen. Dit zijn 621 mensen (5,3%) meer dan bij de vorige census van 2000. De gemiddelde jaarlijkse groei komt daarmee uit op 0,72%, hetgeen lager is dan het landelijk jaarlijks gemiddelde over deze periode (2,04%). Vergeleken met de census van 1995 is het aantal mensen met 1.488 (13,8%) toegenomen.

De bevolkingsdichtheid van San Lorenzo Ruiz was ten tijde van de laatste census, met 12.299 inwoners op 119,37 km², 103 mensen per km².